# Superpuchar Europy UEFA 2001
Mecz o Superpuchar Europy 2001 został rozegrany 24 sierpnia 2001 roku na Stadionie Ludwika II w Monako pomiędzy Bayernem Monachium, zwycięzcą Ligi Mistrzów UEFA 2000/2001 oraz Liverpoolem, triumfatorem Pucharu UEFA 2000/2001. Liverpool wygrał mecz 3:2, tym samym zdobywając Superpuchar Europy po raz drugi w historii klubu.

## Droga do meczu

### Liverpool
| Sezon   | Rozgrywki   | Runda | Przeciwnik       | Dom            | Wyjazd         | Ogólnie        |
| ------- | ----------- | ----- | ---------------- | -------------- | -------------- | -------------- |
| 2000/01 | Puchar UEFA | 1R    | Rapid Bukareszt  | 0–0            | 1–0            | 1–0            |
| 2000/01 | Puchar UEFA | 2R    | Slovan Liberec   | 1–0            | 3–2            | 4–2            |
| 2000/01 | Puchar UEFA | 3R    | Olympiakos SFP   | 2–0            | 2–2            | 4–2            |
| 2000/01 | Puchar UEFA | 1/8   | AS Roma          | 0–1            | 2–0            | 2–1            |
| 2000/01 | Puchar UEFA | 1/4   | FC Porto         | 2–0            | 0–0            | 2–0            |
| 2000/01 | Puchar UEFA | 1/2   | FC Barcelona     | 1–0            | 0–0            | 1–0            |
| 2000/01 | Puchar UEFA | F     | Deportivo Alavés | 5–4 (N), Dogr. | 5–4 (N), Dogr. | 5–4 (N), Dogr. |

### Bayern Monachium
| Sezon   | Rozgrywki     | Runda         | Przeciwnik          | Dom             | Wyjazd          | Ogólnie         |
| ------- | ------------- | ------------- | ------------------- | --------------- | --------------- | --------------- |
| 2000/01 | Liga Mistrzów | 1r gr Grupa F | Helsingborgs IF     | 0–0             | 3–1             | 1. miejsce      |
| 2000/01 | Liga Mistrzów | 1r gr Grupa F | Rosenborg BK        | 3–1             | 1–1             | 1. miejsce      |
| 2000/01 | Liga Mistrzów | 1r gr Grupa F | Paris Saint-Germain | 2–0             | 0–1             | 1. miejsce      |
| 2000/01 | Liga Mistrzów | 2r gr Grupa C | Olympique Lyon      | 1–0             | 0–3             | 1. miejsce      |
| 2000/01 | Liga Mistrzów | 2r gr Grupa C | Arsenal             | 1–0             | 2–2             | 1. miejsce      |
| 2000/01 | Liga Mistrzów | 2r gr Grupa C | Spartak Moskwa      | 1–0             | 3–0             | 1. miejsce      |
| 2000/01 | Liga Mistrzów | 1/4           | Manchester United   | 2–1             | 1–0             | 3–1             |
| 2000/01 | Liga Mistrzów | 1/2           | Real Madryt         | 2–1             | 1–0             | 3–1             |
| 2000/01 | Liga Mistrzów | F             | Valencia CF         | 1–1 (N), k: 5–4 | 1–1 (N), k: 5–4 | 1–1 (N), k: 5–4 |

## Szczegóły meczu
Spotkanie finałowe odbyło się 24 sierpnia 2001 na Stadionie Ludwika II w Monako. Frekwencja na stadionie wyniosła 13 824 widzów. Mecz sędziował Vítor Melo Pereira z Portugalii. Mecz zakończył się zwycięstwem Liverpoolu 3:2. Bramkę dla Bayernu strzelali Hasan Salihamidžić w 57. minucie i Carsten Jancker w 82. minucie. Bramki dla Liverpoolu zdobyli John Arne Riise w 23. minucie, Emile Heskey w 45. minucie oraz Michael Owen w 46. minucie.
| 24 sierpnia 2001 | Bayern Monachium · Salihamidžić 57' · Jancker 82' | 2:30:2Raport | Liverpool · Riise 23' · Heskey 45' · Owen 46' | Stadion Ludwika II, Monako Widzów: 13 824 Sędzia: Vítor Melo Pereira |
|                  |                                                   |              |                                               |                                                                      |

| Bayern Monachium | Liverpool |

| BAYERN MONACHIUM |    |                    |  |     |
|                  |    |                    |  |     |
| BR               | 1  | Oliver Kahn (c)    |  |     |
| OB               | 2  | Willy Sagnol       |  |     |
| OB               | 6  | Pablo Thiam        |  |     |
| OB               | 12 | Robert Kovač       |  |     |
| OB               | 25 | Thomas Linke       |  |     |
| OB               | 3  | Bixente Lizarazu   |  |     |
| PO               | 10 | Ciriaco Sforza     |  | 66' |
| PO               | 20 | Hasan Salihamidžić |  | 72' |
| PO               | 23 | Owen Hargreaves    |  |     |
| NA               | 9  | Giovane Élber      |  |     |
| NA               | 14 | Claudio Pizarro    |  | 66' |
| Rezerwowi:       |    |                    |  |     |
| BR               | 22 | Bernd Dreher       |  |     |
| OB               | 4  | Samuel Kuffour     |  |     |
| PO               | 8  | Niko Kovač         |  | 66' |
| PO               | 17 | Thorsten Fink      |  |     |
| NA               | 19 | Carsten Jancker    |  | 66' |
| NA               | 21 | Alexander Zickler  |  |     |
| NA               | 24 | Roque Santa Cruz   |  | 72' |
| Trener:          |    |                    |  |     |
| Ottmar Hitzfeld  |    |                    |  |     |

| LIVERPOOL       |    |                   |     |     |
|                 |    |                   |     |     |
| BR              | 1  | Sander Westerveld |     |     |
| OB              | 6  | Markus Babbel     |     |     |
| OB              | 2  | Stéphane Henchoz  |     |     |
| OB              | 4  | Sami Hyypiä       |     |     |
| OB              | 23 | Jamie Carragher   |     |     |
| PO              | 17 | Steven Gerrard    |     | 66' |
| PO              | 21 | Gary McAllister   |     |     |
| PO              | 16 | Dietmar Hamann    | 14' |     |
| PO              | 18 | John Arne Riise   |     | 70' |
| NA              | 8  | Emile Heskey      |     |     |
| NA              | 10 | Michael Owen      |     | 83' |
| Rezerwowi:      |    |                   |     |     |
| BR              | 19 | Pegguy Arphexad   |     |     |
| OB              | 27 | Grégory Vignal    |     |     |
| PO              | 11 | Jamie Redknapp    |     |     |
| PO              | 13 | Danny Murphy      |     | 70' |
| PO              | 25 | Igor Bišćan       |     | 66' |
| NA              | 9  | Robbie Fowler     |     | 83' |
| NA              | 37 | Jari Litmanen     |     |     |
| Trener:         |    |                   |     |     |
| Gérard Houllier |    |                   |     |     |

| Superpuchar Europy (2001) |
| ------------------------- |
| Anglia                    |
| Liverpool Drugi Tytuł     |